# Кокошари (Травник)
Кокошари је насељено место у Босни и Херцеговини у општини Травник. Административно припада Федерацији Босне и Херцеговине, односно њеном Средњобосанском кантону. Према попису становништва из 2013. у насељу је било 31 становника, а већинску популацију чинили су Хрвати.

## Становништво
По последњем службеном попису становништва из 2013. године у овом насељу живело је 31 становника, а село је било етнички хомогено са већинском хрватском  популацијом.
| Националност | 2013. | 1991.        | 1981.        | 1971.        |
| Хрвати       | —     | 125 (96,15%) | 143 (97,95%) | 123 (100,0%) |
| Срби         | —     | 2 (1,54%)    | 1 (0,68%)    | 0            |
| Југословени  | —     | 3 (1,54%)    | 2 (0,68%)    | 0            |
| Укупно       | 31    | 130          | 146          | 123          |